# Mark Boal
Mark Boal (nació en 1973) es un periodista, productor y guionista de cine estadounidense. Ganó los premios Óscar al Mejor Guion Original y Mejor Película por The Hurt Locker (2009). Su guion también ganó otros seis grandes premios. 

## Primeros años y educación
Boal, nació en 1973 en Nueva York, es hijo de Lillian Firestone y William Stetson Boal, Jr., un productor de películas educativas. Su hermanastro es el autor Christopher Stetson Boal, dramaturgo y guionista. Su madre nació en el seno de una familia judía y su padre se convirtió al judaísmo.
Boal estudió en la Bronx High School of Science y formó parte del equipo de oratoria y debate del instituto. Se licenció en Filosofía por la Universidad de Oberlin en 1995. 

## Trayectoria
Boal trabajó como periodista para publicaciones como Rolling Stone, The Village Voice, Salon y Playboy. El artículo Death and Dishonor (Muerte y deshonor), escrito por Boal en 2004, sobre el asesinato en 2003 del veterano Richard T. Davis tras su regreso a los Estados Unidos, fue adaptado al cine para la película In the Valley of Elah, que Boal coescribió junto al escritor y director Paul Haggis. 
En 2009, escribió y produjo The Hurt Locker, por la que ganó el Oscar al mejor guion original y el Oscar a la mejor película. En 2012 escribió y produjo Zero Dark Thirty, formando equipo de nuevo con la directora Kathryn Bigelow, sobre el seguimiento y asesinato de Osama bin Laden. La película le valió nominaciones al Oscar al Mejor Guion Original y a la Mejor Película, así como un premio del Sindicato de Guionistas de los Estados Unidos al Mejor Guion Original. La pareja colaboró por tercera vez en la película Detroit, de 2017.

## Premios y reconocimientos
Boal ha ganado dos premios de la Academia (con otras dos nominaciones), un premio BAFTA, dos premios Writers Guild of America y un premio Producers Guild of America, y también tiene cuatro nominaciones a los Globos de Oro.

## Filmografía
- In the Valley of Elah (2007)[3]
- The Hurt Locker (2009), guionista, productor
- La noche más oscura (2012), guionista, productor
- Detroit (2017), guionista, productor

## Premios y distinciones
Premios Óscar
| Año  | Categoría            | Película         | Resultado |
| ---- | -------------------- | ---------------- | --------- |
| 2010 | Mejor película       | The Hurt Locker  | Ganador   |
| 2013 | Mejor película       | Zero Dark Thirty | Nominado  |
| 2013 | Mejor guion original | Zero Dark Thirty | Nominado  |